# Provincia de Kirundo
La Provincia de Kirundo es una de las diecisiete provincias de Burundi. Cubre un área de 1.703 km² y alberga una población de 602.000 personas. La capital es Kirundo.

## Comunas con población en agosto de 2008
- Bugabira 89,259
- Busoni 145,424
- Bwambarangwe 66,816
- Gitobe 57,326
- Kirundo 93,110
- Ntega 98,665
- Vumbi 77,656

- Datos: Q600840
- Multimedia: Kirundo Province / Q600840